# Colla (romanzo)
Colla è il quarto romanzo dello scrittore Irvine Welsh. 
Probabilmente la più complessa e particolareggiata opera dello scrittore leithiano, Colla racconta, attraverso un caleidoscopio di voci narranti e divergenti punti di vista, la  turbolenta storia della amicizia virile di quattro ragazzi scozzesi di Leith lungo tutto il corso di quattro decenni (anni settanta, ottanta, novanta e primi duemila), riprendendo parzialmente la struttura narrativa episodica di Trainspotting.
In Colla, si parla di sesso, droga, violenza ed altre tematiche e problemi sociali, irrimediabilmente intrecciati alle vite dei quattro giovani protagonisti. Il titolo si riferisce non alla pratica di sniffare la colla, bensì al senso metaforico di quest'ultima di tenere insieme, unire, questi giovani tra di loro nel corso dei decenni.
Si tratta di un romanzo corale che ha tra i temi principali il passaggio dall'adolescenza alla maturità, il tutto trattato senza alcun sentimentalismo, né idealizzazione, nel tipico stile molto crudo e realistico di Welsh, ma allo stesso tempo partecipato e sostanzialmente ottimistico.
I quattro personaggi principali sono Terry Lawson (Gas Terry), Billy Birrell (Business Birrell), Andrew Galloway (Gally), Carl Ewart (DJ N-Sign), rispettivamente un ladruncolo dongiovanni superdotato, un pugile, uno sfortunato galeotto tossicodipendente ed un deejay di successo con qualche problema con le droghe.

I personaggi ci vengono presentati bambini negli anni settanta, poi come adolescenti intorno al 1980, come giovani uomini negli anni novanta e infine ai limiti dei quarant'anni all'inizio nel nuovo millennio.
Da segnalare le brevi comparsate o citazioni di personaggi precedentemente già presenti in altre opere di Welsh, come Trainspotting, anche questa caratteristica peculiare di tutti i suoi romanzi. Gli stessi personaggi di Colla, soprattutto Gas Terry e Rab Birrell (il fratello di Billy) saranno protagonisti anche del successivo Porno.

## Edizioni
- Irvine Welsh, Colla, traduzione di Massimo Bocchiola, collana Narratori della Fenice, Guanda, 2002,  p. 553, ISBN 88-8246-392-3.